# Sutomore (stacja kolejowa)
Sutomore (czarnogórski: Жељезничка станица Сутоморе, Željeznička stanica Sutomore) – stacja kolejowa w Sutomore, w Czarnogórze. Znajduje się na linii Belgrad – Bar. Obsługuje połączenia międzynarodowe do Serbii (Belgradu i Suboticy), a także sezonowo do Pragi oraz przez Polskę do Mińska i Moskwy
Jest zarządzana i obsługiwana przez Željeznica Crne Gore.

## Linie kolejowe
- Belgrad – Bar